# Bonnekaart

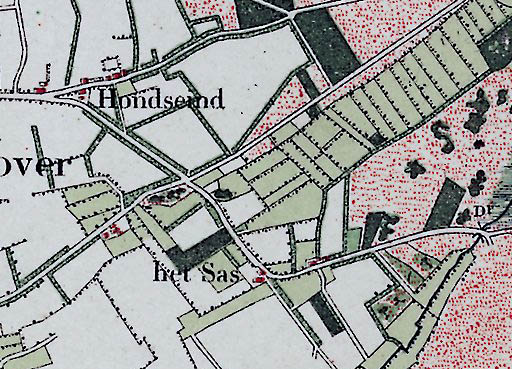
Uitsnede uit het Bonneblad Alphen, nummer 666 uit 1899; genoemd naar een dorp in de huidige gemeente Alphen-Chaam

Bonnekaarten of Bonnebladen zijn topografische kaarten met een schaal van 1:25.000. De eerste werden kort voor 1900 uitgegeven. Tezamen beslaan ze geheel Nederland.
De officiële naam is Chromotopografische Kaart des Rijks. Het was de opvolger van de Topografische en Militaire Kaart (TMK) uit de periode 1850–1864. De deelkaarten staan bekend als de Bonnekaarten of Bonnebladen vanwege de projectie van Bonne die gebruikt werd. De vroegste kaartbladen zijn die van strategisch gelegen gebieden aan de staatsgrens. De laatste verschenen rond 1930. Van bladen met militair belangrijke plaatsen zoals de marinehaven in Den Helder en de haven van IJmuiden bestond een openbare en een geheime versie. 
De kaartenbladen zijn genummerd in west-oost-reeksen die van noord naar zuid geordend zijn. Een stuk Noordzee benoorden natuurgebied Rottum heeft nummer 1 en het hoogste nummer is 776, in Zuid-Limburg. Dit blad draagt de naam  De 3 Palen. De meeste bladen zijn vernoemd naar dorpen en steden. Bladen met enkel zee hebben op de overzichtskaart geen naam, maar ook de meeste bladen van de Waddeneilanden en de provincies Groningen en Friesland zijn naamloos. 
Bonnebladen zijn door hun schaal en de precisie van de vele details een belangrijke informatiebron bij de bestudering van het Nederlandse landschap van rond 1900. Ongeveer 100 jaar na verschijnen zijn de kaarten tweemaal opnieuw uitgegeven, gebundeld per provincie: in 1990 door uitgeverij Roblas en in 2006 door uitgeverij Nieuwland. Online zijn ze te raadplegen via HisGIS (Historisch Geografisch Informatiesysteem).